# 瀛洲街道 (洛阳市)
瀛洲街道，原为孙旗屯乡，是中华人民共和国河南省洛陽市涧西区下辖的一个乡镇级行政单位。由洛阳高新技术产业开发区托管。

## 行政区划
瀛洲街道下辖以下地区：
三山村、滹沱村、张庄村、苗湾村、孙旗屯村、东马沟村、遇驾沟村、小所村、大所村、三岔口村、燕家沟村、马营村、引驾沟村、东沙坡村、前五龙沟村、后五龙沟村和土桥沟村。